# Монахан, Уильям
Уильям Дж. Монахан (англ. William J. Monahan; род. 3 ноября 1960, Дорчестер) — американский сценарист, романист и режиссёр. Его вторым произведённым сценарием был «Отступники», фильм, который принёс ему премию «WGA» и премию «Оскар» за лучший адаптированный сценарий.

## Писатель и редактор
Уильям Монахан родился в Дорчестере, штат Массачусетс. Он поступил в «Университет штата Массачусетс Амхерст», где изучал елизаветинскую и яковианскую драмы. Он переехал в Нью-Йорк и внёс свой вклад в альтернативную еженедельную газету «New York Press» и журналы «Talk», «Maxim» и «Spy». Он получил премию «Пушкарта» за короткий рассказ «Отношение различных инцидентов, наблюдаемых в некоторых животных, включенных в вакууме». Также Монахан был редактором журнала «Spy».
Монахан написал роман «Светлый дом: Мелочь», и «Warner Bros.» приобрела права на экранизацию. В 1997 году дебютировал журнал «Talk», что способствовало Монахану путешествовать в Глостер, Массачусетс, чтобы создать первый выпуск. В 2000 году первый роман Монахана, «Светлый дом: Мелочь», был опубликован и получил похвалу от критиков; «The New York Times» заявило: «Самоуверенная проза Монахана скачет вдоль» и «BookPage Fiction» назвало Монахана «достойным преемником Кингсли Эмиса». Во второй половине 2001 года Монахан написал вымышленные колонки в «New York Press» под псевдонимом Клод Ля Бадариан, который проходил в течение 13 недель.

## Карьера сценариста
Warner Bros. приобрела права на роман «Светлый дом: Мелочь». Адаптация романа так и не была запущена в производство. «Светлый дом» был издан в 2000 году. Несколько лет спустя он выкупил права на роман и убрал книгу с рынка.
В 2001 году 20th Century Fox выкупила сценарий Монахана «Триполи» про эпический марш Уильяма Итона на Триполи в течение Берберийской войны, в сделке стоимостью в среднем 6 долларов, с Марком Гордоном в качестве продюсера. Сценарий был отдан Ридли Скотту, чтобы снять фильм. Монахан встретился со Скоттом, чтобы обсудить «Триполи», и Скотт упомянул о желании снять фильм про рыцарей. Монахан предложил снять фильм про крестовые походы, полагая, что «у вас есть каждый мыслимый сюжет вашего воображения, который гораздо более экзотичным, чем вымысел». Скотт был пленён полем Монахана и нанял его, чтобы написать сценарий к фильму «Царство небесное». «Триполи» в конечном счёте был отложен, но у Монахана сохраняется право собственности на сценарий и, следовательно, право рассмотреть предложения на более поздний срок.
Монахан неуклонно обеспечивал работу в киноиндустрии в течение 2000-х годов. Продюсерская компания Брэда Питта наняла Монахана чтобы написать адаптацию гангстерского фильма гонконгского режиссёра Эндрю Лау «Двойная рокировка». Монахан представил «Двойную рокировку» как битву между Ирландско-Американскими гангстерами и копами из полицейского участка Бостона, и Мартин Скорсезе снял фильм под названием «Отступники» для Warner Bros.. Работа Монахана над фильмом позже принесла ему две премии за лучший адаптированный сценарий, от Гильдии Сценаристов Америки и Академии Кинохудожеств и наук.

### Работа над сценариями через производство и после
«Царство небесное» стал первым из сценариев Монахана, которые были произведены в фильмы. Фильм был слабо оценён критиками когда он был показан в кинотеатре в 2005 году. «Царство» было переоценено критиками, когда оно было выпущено на DVD в форме режиссёрской версии, которая содержала дополнительные 45 минут фильма, которые ранее были сняты в режиссёрском сценарии Монахана. Некоторые критики были довольны режиссёрской версией фильма.
Вторым экранизированным сценарием Монахана был «Отступники», адаптация гонконгского боевика «Двойная рокировка». Джек Николсон, один из главных актёров фильма, оказал влияние на сценарий. «Я написал сценарий как пост-сексуальный 68-летний ирландец. Пост-сексуальней, чем Джек, никогда не было, — сказал Монахан позже. — То, что сделал Джек, было великолепным. Поменял ли он слова? Не лучшую их часть». Монахан удостоился похвалы критиков, когда фильм был выпущен на экраны в 2006 году: «Он впервые правильно изобразил Бостон и его нравы на большом экране». Монахан использовал своё глубокое знание манеры бостонцев говорить и нравов Бостона, с которыми он был знаком с детства, проведённого в различных районах этого города. Это позволило ему создать персонажи, которые «The Boston Globe» охарактеризовал как совершенно узнаваемые типажи горожан. К концу 2006 года «Отступники» получили много призов от критиков. Монахан был награждён Обществом кинокритиков Бостона за лучший сценарий, Ассоциацией кинокритиков Чикаго за лучший адаптированный сценарий и Юго-Восточной ассоциацией кинокритиков за лучший адаптированный сценарий. Монахан сделал необычный манёвр для сценариста и нанял пресс-агента, запустив кампанию по продвижению своего сценария в самый сезон наград. Монахан выиграл две премии за лучший адаптированный сценарий к «Отступникам» — от Гильдии сценаристов Америки и от Академии кинематографических искусств и наук. Он получил награду за сценарий к фильму на второй ежегодной церемонии альянса США и Ирландии «Оскар Уайльд: чествование ирландского сценария в кино».

### Работа продюсера и режиссура
Монахан заключил первую сделку с Warner Bros., которая даёт право отказа от производства фильмов, создаваемых «Henceforth», компанией, которую он начал руководить. По возвращении «Henceforth» получила права экранизировать криминальный роман Джона Пирсона «Картёжники», права которого ранее получила «Warner Bros.».
В 2007 году Монахана наняли для работы над двумя кино-проектами: адаптацию гонконгского фильма «Исповедь боли» и оригинальный фильм про рок-н-ролл, «Долгая игра». Монахан будет исполнительным продюсером и напишет адаптацию для «Исповеди боли». Адаптация «Исповеди боли» будет создана продюсерской компанией Леонардо Ди Каприо, «Appian Way», для Warner Bros. Pictures. Другой задачей Монахана было переписать сценарий об истории рок-музыкального бизнеса, названным «Долгая игра». «Долгая игра» это творение Мика Джаггера, главного певца группы The Rolling Stones, и его взрастили в производственную компанию Джаггера, «Jagged Films». Мартин Скорсезе стал участвовать в то время, когда проект фильма был в Disney, но впоследствии заключил обратную сделку, что принести «Долгую игру» на Paramount.
Режиссёрским дебютом Монахана стал фильм «Телохранитель», выпущенный в 2010 году.

### Романы
- «Светлый дом: Мелочь» / Light House: A Trifle (июнь 2000 года)

### Фильмы
- Царство небесное / Kingdom of Heaven (2005; сценарист)
- Отступники / The Departed (2006; сценарист)
- Совокупность лжи / Body of Lies (2008; сценарист)[15]
- Возмездие / Edge of Darkness (2010; сценарист)
- Телохранитель / London Boulevard (2010; режиссёр, сценарист)
- Обливион / Oblivion (2013; сценарист первого проекта)
- Игрок / The Gambler (2014; сценарист)
- Мохаве / Mojave (2015; режиссёр, сценарист, продюсер)

### Несозданные сценарии (избранное)
- Мир Юрского периода / Jurassic World (первые варианты сценария)
- Кровавый меридиан / Blood Meridian (адаптация «Кровавого меридиана» Кормака Маккарти)

### Будущие проекты
- Светлый дом / Light House (адаптация сатирического романа Монахана «Светлый дом: Мелочь»)[33]
- Триполи / Tripoli (первый сценарий Монахана)
- Военная ложь / Wartime Lies (адаптация романа Луиса Бегли «Военная ложь»)
- В мире ничего нет / Nothing in the World (адаптация гонконгского боевика «Исповедь боли»)
- Преследователь / The Chaser (адаптация южнокорейского криминального фильма «Преследователь»)[34]